# Стронцій (мінерал)
Стронцій — частина назви мінералів, які містять стронцій.

## Розрізняють
- стронцій-анортит (штучний анортит, який містить стронцій),
- стронцій-апатит, стронціоапатит (мінерал гр. апатиту — Sr3Ca2[F|(PO4)3, в якому стронцій заміщується барієм, кальцій — рідкісними землями, залізом, торієм, магнієм, натрієм; мінерали гр. апатиту сааміт, беловіт, ферморит);
- стронцій-арсенапатит (ферморит),
- стронцій-томсоніт (томсоніт стронціїстий).